# Vladislao II de Polonia
Jagellón (en lituano Jogaila), después Vladislao II (en polaco: Władysław II Jagiełło; c. 1362-1 de junio de 1434), fue gran duque de Lituania (1377-1434) y más tarde rey de Polonia (1386-1434), primero como consorte de su mujer Eduviges hasta 1399, y luego como monarca hasta su muerte. Gobernó Lituania desde el 1377. 
Nació pagano pero, a fin de contraer matrimonio con la reina de Polonia Eduviges I, en 1386 se convirtió al catolicismo y fue bautizado con el nombre de Vladislao (Władysław) en Cracovia; se casó entonces con la joven reina Eduviges, y fue coronado rey de Polonia como Vladislao II Jagellón. En 1387 convirtió Lituania al cristianismo. Su reinado en solitario en Polonia empezó en 1399, a la muerte de la reina Eduviges, y duró treinta y cinco años más, marcando el comienzo de la unión polaco-lituana. Fue fundador de la dinastía Jagellón polaca, que lleva su nombre y que anteriormente se conocía también como dinastía gemínida en el Gran Ducado de Lituania. La dinastía Jagellón gobernó Polonia y Lituania hasta 1572, y fue una de las más influyentes de la Baja Edad Media y principios de la Edad Moderna en la Europa Central y Oriental. Durante el reinado de Jogaila, el Estado polaco-lituano fue el mayor del mundo cristiano.
Jogaila fue el último señor pagano de la Lituania medieval. Ostentó el título de Didysis Kunigaikštis. Después de obtener el cetro polaco, a raíz de la Unión de Krewo, la unión polaco-lituana tuvo que enfrentarse al poderío creciente de los caballeros teutónicos. La victoria de Jogaila en la batalla de Grunwald en 1410, seguida de la Paz de Thorn, aseguró las fronteras polacas y lituanas y marcó el comienzo de la pujanza de la alianza polaco-lituana en Europa. En tiempos de Vladislao, Polonia se expandió y dio comienzo la llamada «Edad de Oro» del país.

## Juventud

### Lituania
Se sabe poco de la juventud de Jogaila y no se conoce con certeza el año en que nació. Anteriormente los historiadores creían que vino al mundo en 1352, pero estudios recientes indican que pudo hacerlo más tarde, hacia 1362. Era miembro de la dinastía gedíminida y es probable que naciese en Vilna. Sus padres fueron Algirdas, gran duque de Lituania, y su segunda mujer, Uliana, hija de Alejandro I, gran príncipe de Tver.
El Gran Ducado de Lituania que Jogaila heredó en 1377 era una entidad política compuesta de dos nacionalidades principales, muy diferentes entre sí, y de dos sistemas políticos: el de la Lituania «étnica» del noroeste del territorio y el de las vastas tierras rutenas del desaparecido Rus de Kiev, que modernamente pertenecen a Bielorrusia, Ucrania y Rusia occidental. Al principio, Jogaila —como había hecho su padre— se apoyó en los territorios orientales y meridionales del ducado, mientras que su tío Kęstutis, duque de Trakai, continuaba como señor de la región noroccidental. La entronización de Jogaila, sin embargo, pronto suscitó tensiones en este reparto del poder.

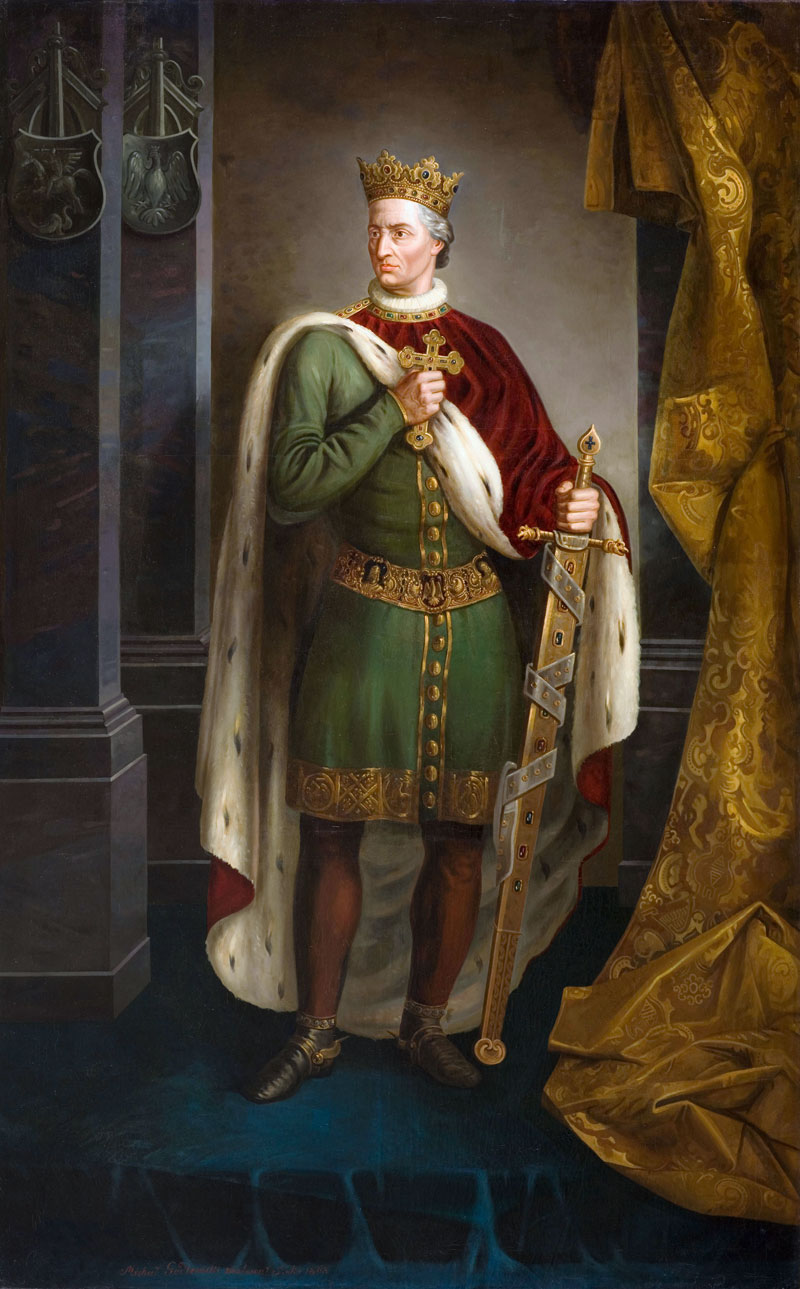
Representación moderna de Vladislao II Jagellón.

Al principio de su reinado, Jogaila tuvo que lidiar con el malestar que se extendía por las tierras del antiguo Rus'. En 1377-78, Andréi de Pólotsk, el primogénito de Algirdas, desafió su autoridad y trató de arrebatarle el título de gran duque. En 1380, Andréi y otro hermano, Dimitri, tomaron partido por el príncipe Dmitri de Moscú contra Jogaila, que se coligó por su parte con el emir Mamái, de facto kan de la Horda de Oro. Jogaila sin embargo dejó solo a Mamai, pese a hallarse cerca del campo de batalla en el que este sufrió una grave derrota a manos del príncipe Dmitri en la batalla de Kulikovo. La victoria pírrica de los moscovitas ante la Horda de Oro tuvo a largo plazo una consecuencia notable: marcó el principio del lento desarrollo del Principado de Moscú, que un siglo más tarde ya era el principal enemigo de Lituania. En el momento, sin embargo, Moscú quedó muy debilitada por las enormes pérdidas sufridas en la batalla y gracias a ello Jogaila pudo centrarse en la disputa que le enfrentaba a Kęstutis.
En el noroeste, Lituania afrontaba las incursiones constantes de los caballeros teutónicos, cuya orden se había fundado en 1226 para luchar y convertir a las tribus bálticas paganas de los de prusianos, yotvingios y lituanos. En 1380, Jogaila firmó en secreto el Tratado de Dovydiškės contra Kęstutis. Cuando este lo descubrió, estalló la guerra civil lituana. Kęstutis conquistó Vilna, depuso a Jogaila, y se proclamó gran duque. En 1382, Jogaila reunió un ejército de vasallos de su padre y se enfrentó a Kęstutis cerca de Trakai. Kęstutis y su hijo Vitautas acudieron a parlamentar al campamento de Jogaila, pero este los apresó y envió al castillo de Kreva, donde Kęstutis falleció, probablemente asesinado, una semana más tarde. Vitautas huyó a la fortaleza teutónica de Mariemburgo y allí fue bautizado con el nombre de Wigand.
Jogaila rubricó el Tratado de Dubysa, en el que se comprometió con los caballeros a convertirse al cristianismo y les cedió la Samogitia al oeste del Dubysa, como premio por su ayuda en el conflicto con Kęstutis y Vitautas. Sin embargo, cuando Jogaila no ratificó el tratado, los caballeros invadieron Lituania en el verano de 1383. En 1384, Jogaila se reconcilió con Vitautas prometiendo devolverle sus propiedades en Trakai. Entonces Vitautas acometió a los caballeros, saqueando varias de sus fortalezas en Prusia.

### Bautismo y matrimonio
La madre rusa de Jogaila, Uliana de Tver, le instó a casarse con Sofía, hija de Dmitri Donskói, príncipe de Moscú, quien le exigió que primero se convertirse al cristianismo ortodoxo. Esto, no obstante, probablemente no hubiese acabado con las cruzadas teutónicas contra Lituania, ya que los caballeros consideraban a los cristianos ortodoxos cismáticos, apenas mejores que los paganos. Por consiguiente, Jogaila prefirió aceptar la oferta polaca de convertirse al catolicismo y desposar a la reina de Polonia Eduviges, que por entonces contaba once años. Los nobles de la Pequeña Polonia le hicieron este ofrecimiento por diversas razones: querían eliminar la amenaza que suponía Lituania y obtener de ella las feraces tierras de Galicia-Volinia. Los nobles polacos consideraron el acuerdo como una oportunidad para acrecentar sus privilegios y evitar la influencia austriaca, que se había extendido por el reino gracias a la presencia del anterior prometido de Eduviges, Guillermo, duque de Austria.
El 14 de agosto de 1385 en el castillo de Kreva, Jogaila confirmó su compromiso matrimonial en la llamada «Unión de Krewo» (o Unión de Kreva). Aquel incluía la promesa de convertirse al cristianismo, la de recuperar las tierras perdidas por Polonia a manos de sus vecinos, y la de terras suas Lithuaniae et Russiae Coronae Regni Poloniae perpetuo applicare, cláusula que los historiadores interpretan de varias maneras: desde una unión personal entre Lituania y Polonia a la incorporación completa de Lituania a Polonia. Las valoraciones del acuerdo de Kreva van desde las que lo ensalzan como visionario hasta las que lo tildan de apuesta desesperada.
Jogaila se bautizó según lo prometido en la Catedral de Wawel en Cracovia el 15 de febrero de 1386 y desde entonces utilizó el nombre de Vladislao (Władysław) o versiones latinas de este. El matrimonio con la reina polaca se celebró tres días después, y el 4 de marzo de 1386 Jogaila fue coronado rey por el arzobispo Bodzanta. También fue adoptado por la madre de Eduviges, Isabel de Bosnia, para que incluso si Eduviges fallecía, conservase el trono. El bautismo real suscitó la conversión de la mayoría de la corte de Jogaila y de los nobles lituanos; también hubo gran número de conversiones en los territorios ribereños de los ríos lituanos, lo que marcó el principio de la cristianización de Lituania. Aunque la mayoría de los nuevos conversos se redujo a la nobleza lituana —tanto el paganismo como la ortodoxia mantuvieron gran cantidad de fieles entre los campesinos—, la conversión del rey y sus consecuencias políticas tuvieron gran importancia para la historia tanto de Lituania como de Polonia.

## Soberano de Lituania y Polonia

### Ascensión al trono

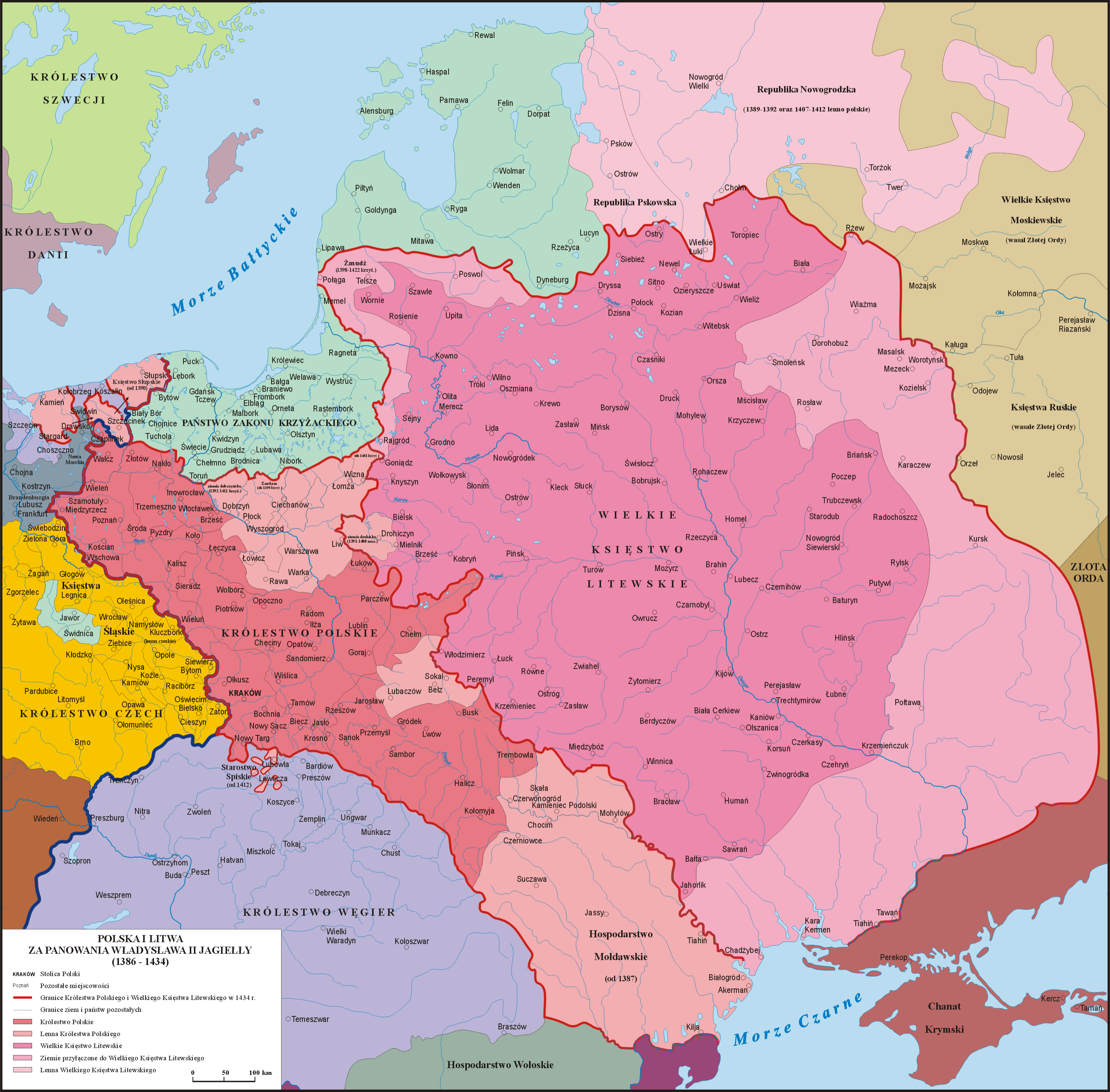
Polonia y Lituania entre 1386 y 1434.

Vladislao II Jagellón y la reina Eduviges reinaron conjuntamente; aunque esta probablemente gozaba de escaso poder, participó activamente en la política y la cultura polacas. En 1387, dirigió dos expediciones militares victoriosas a la Rutenia Roja, recuperó territorios que su padre Luis había entregado a Hungría, y sometió a homenaje a Petru I, vaivoda de Moldavia. En 1390, entabló personalmente negociaciones con la Orden teutónica. La mayoría de responsabilidades políticas, empero, las desempeñó Vladislao, mientras que Eduviges se dedicó principalmente a las actividades culturales y benéficas por las que aún se la admira.
Al poco de ser entronizado, Vladislao concedió a Vilna unos fueros similares a los de Cracovia, que seguían el Derecho de Magdeburgo; Vitautas otorgó privilegios a una comuna judía de Trakai casi iguales a los que habían recibido los judíos de Polonia en los reinados de Boleslao el Piadoso y Casimiro el Grande. Los esfuerzos de Vladislao por unificar los sistemas legales de los dos países dieron frutos parciales, pero tuvieron resultados duraderos. Para cuando se firmó la Unión de Lublin en 1569, no existían ya grandes diferencias entre los sistemas administrativos y judiciales de Lituania y Polonia.
Una de las consecuencias de las medidas aplicadas por Vladislao fue el aumento de la influencia de los católicos en Lituania a expensas de los ortodoxos; en 1387 y 1413, por ejemplo, los boyardos católicos lituanos recibieron privilegios judiciales y políticos especiales que no obtuvieron los ortodoxos. Este proceso determinó la acentuación de las diferencias entre Lituania propiamente dicha y los territorios de Rus' en el siglo XV.

### Retos

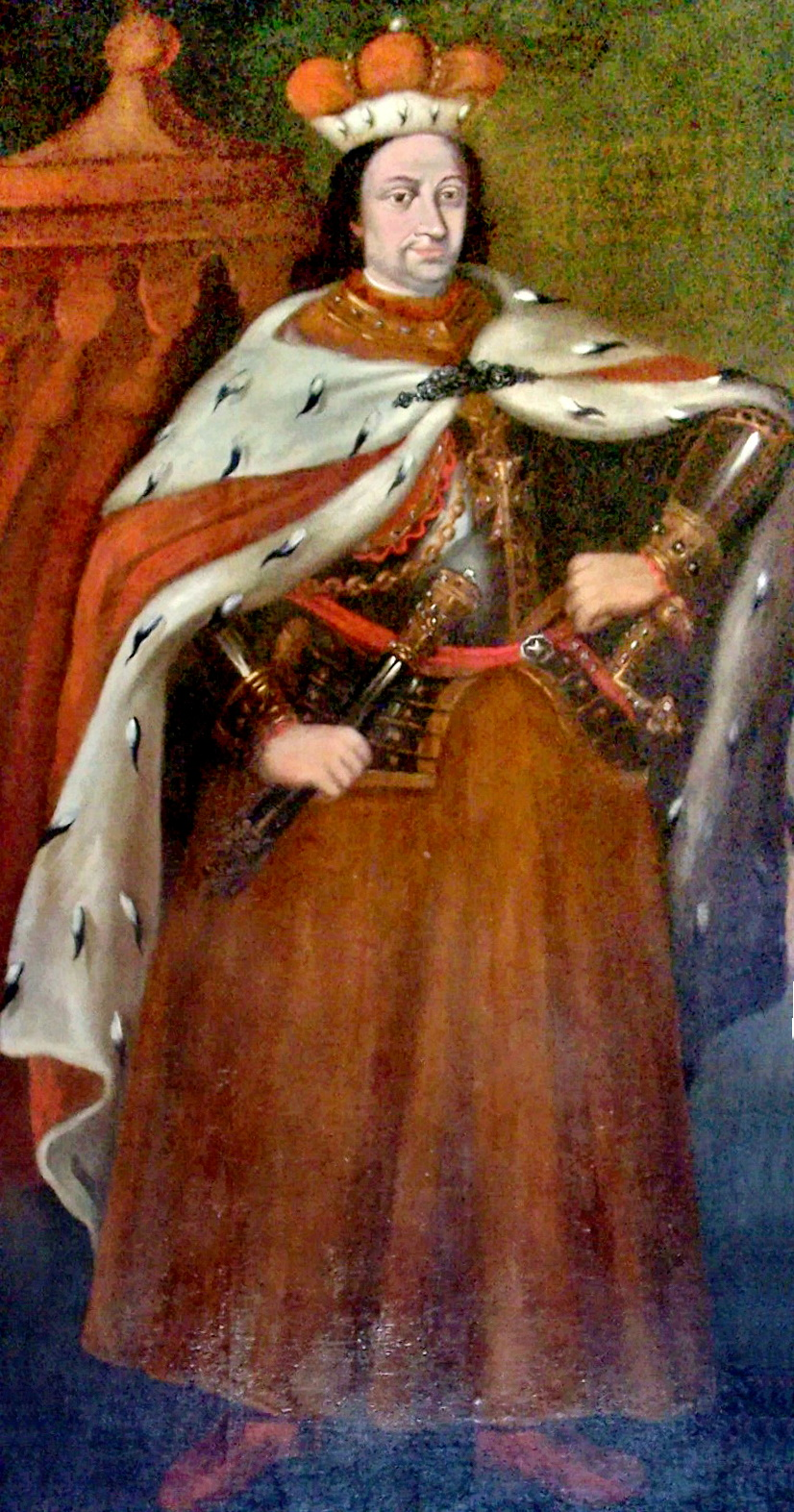
Vitautas el Grande, gran duque de Lituania.

El bautismo de Vladislao no terminó con las cruzadas de los caballeros teutónicos, que afirmaban que su conversión había sido un ardid y quizás incluso una herejía; redoblaron por tanto sus incursiones con el pretexto de que Lituania continuaba albergando paganos. Desde entonces, sin embargo, la Orden tuvo cada vez mayor dificultad para justificar la cruzada y tuvo que afrontar la amenaza creciente que suponía la liga entre Polonia y Lituania. Vladislao favoreció la creación de la diócesis de Vilna por el obispo Andrzej Wasilko, que había sido el confesor de Isabel de Hungría. El obispado, que abarcaba la Samogitia, por entonces dominada fundamentalmente la Orden teutónica, dependía del de Gniezno y no del teutónico de Königsberg. Esta decisión probablemente empeoró las relaciones de Vladislao con la Orden, pero sirvió para estrechar los lazos entre Lituania y Polonia y allanó la cooperación de la iglesia polaca con la lituana.
En 1389, Vitautas de nuevo se alzó contra Vladislao a causa del favor que este concedía a Skirgaila en Lituania a sus expensas. Vitautas desató una guerra civil en Lituania, con la ambición de proclamarse gran duque. El 4 de septiembre de 1390, las fuerzas conjuntas de Vitautas y del gran maestre teutónico, Konrad von Wallenrode cercaron Vilna, que defendía en nombre de Vladislao el regente Skirgaila con tropas polacas, lituanas y rutenas. Aunque los caballeros abandonaron el asedio de la ciudad al cabo de un mes, asolaron sus arrabales. El Acuerdo de Ostrów de 1392 puso fin temporalmente al conflicto: Vladislao entregó el gobierno de Lituania a su primo para alcanzar la paz; Vitautas gobernaría como gran duque (magnus dux) hasta su muerte, sometido a la autoridad del «duque supremo» (dux supremus), título que asumió el soberano polaco. Skirgaila perdió el gobierno del Ducado de Trakai, pero se lo nombró para compensarlo príncipe de Kiev. Vitautas aceptó el pacto durante un tiempo, pero luego trató de independizar Lituania de Polonia.
La larga contienda entre los lituanos y los caballeros teutónicos acabó el 12 de octubre de 1398 con la firma del Tratado de Salynas, que recibió el nombre de la isla fluvial del Niemen donde se suscribió. Lituania cedió Samogitia y se comprometió a colaborar con la Orden teutónica en la campaña que esta planeaba para adueñarse de Pskov; por su parte, la Orden accedió a ayudar a Lituania a conquistar Nóvgorod. Poco después, algunos nobles coronaron rey a Vitautas; al año siguiente, no obstante, sus fuerzas y las de su aliado, el kan Toqtamish de la Horda Blanca, fueron debeladas por las de los timúridas en la batalla del río Vorskla, lo que desbarató sus sueños de crear un imperio en los territorios orientales y le obligó a someterse nuevamente a Vladislao para obtener su protección.

## Rey de Polonia

### Primeras acciones
El 22 de junio de 1399, Eduviges dio a luz a una hija a la que bautizó como Isabel Bonifacia, pero un mes más tarde las dos murieron; Vladislao heredó el Reino de Polonia mas quedó sin heredero y con escasa legitimidad para gobernar el Estado. El fallecimiento de Eduviges debilitó los derechos de Vladislao al trono, y reavivó las viejas desavenencias entre la nobleza de la Pequeña Polonia, generalmente favorable a Vladislao, y la de la Gran Polonia. En 1402, Vladislao reaccionó ante el descontento sobre su gobierno casándose con Ana de Celje, una nieta de Casimiro III; esta boda reforzó su legitimidad.
La Unión de Vilna y Radom de 1401 confirmó a Vitautas como gran duque sometido a la autoridad de Vladislao, si bien el título recaería a la muerte de aquel en los hijos del rey y no en los de Vitautas: en caso de que Vladislao muriese sin herederos, los boyardos lituanos elegirían un nuevo monarca. tanto Vitautas como Vladislao carecían de herederos, todavía se desconocía cuál sería el resultado de la unión, pero esta en cualquier caso estableció vínculos entre las noblezas polaca y lituana y una alianza defensiva permanente entre los dos estados, que fortaleció a Lituania en la nueva contienda con la Orden teutónica, en la que sin embargo Polonia no participó oficialmente. Aunque el documento no modificó los privilegios de los aristócratas polacos, sí que aumentó los de los boyardos lituanos, cuyos grandes duques habían podido actuar sin los límites y cortapisas a los que sí que estaban sometidos los soberanos de Polonia. La Unión de Vilna y Radom por tanto granjeó a Vladislao cierta simpatía de la nobleza lituana.
A finales de 1401, la nueva guerra contra la Orden teutónica abrumó a los lituanos, que tenían que combatir en dos frentes después de que estallasen revueltas en las provincias orientales. Otro de los hermanos de Vladislao, Švitrigaila, descontento, aprovechó el momento para atizar rebeliones y arrogarse el título de gran duque. El 31 de enero de 1402, acudió a Mariemburgo y obtuvo la colaboración de los caballeros teutónicos a cambio de concesiones similares a las que Jogaila y Vitautas les habían otorgado en las disputas anteriores por el poder en el gran ducado.

### Enfrentamientos con la Orden teutónica

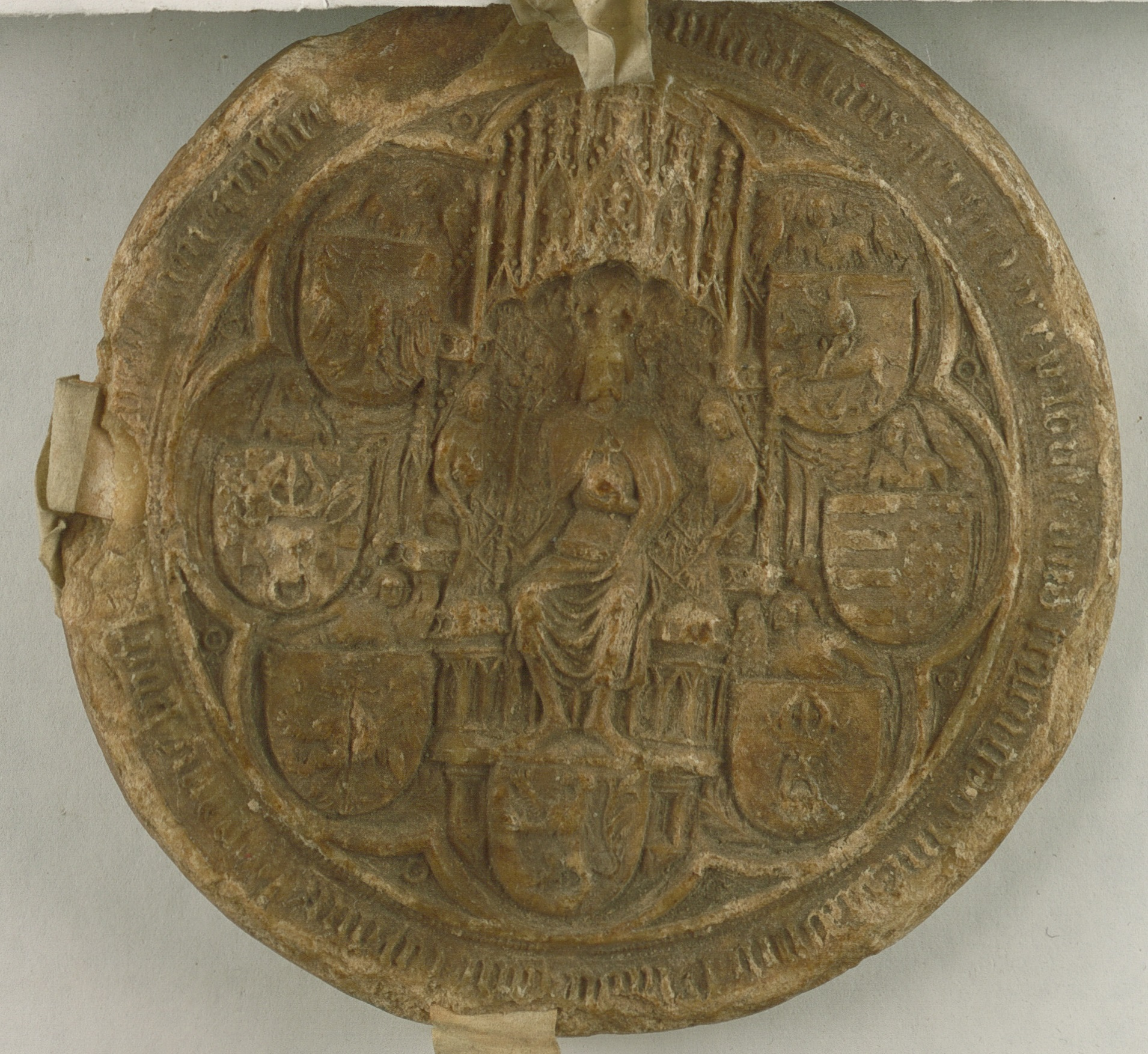
Sello real de Vladislao II Jagellón, 1411

El Tratado de Raciąż puso fin a la guerra el 22 de mayo de 1404. Vladislao aceptó ceder Samogitia y participar en los planes de la Orden contra Pskov; a cambio, Konrad von Jungingen accedió a vender a Polonia la disputada región de Dobrzyń y la ciudad de Złotoryja, arrendada a la Orden por Vladislao de Opole, y colaborar en los nuevos intentos de Vitautas por apoderarse de Nóvgorod. Ambas partes tenían razones para firmar el tratado en aquel momento: la Orden necesitaba tiempo para fortificar sus nuevas adquisiciones; a los polacos y lituanos les convenía la paz para lidiar con los problemas que tenían en el este y en Silesia.
También en 1404, Vladislao trató en Breslavia con Wenceslao IV de Bohemia, que ofreció devolver Silesia a Polonia si aquel lo apoyaba en sus ambiciones en el Sacro Imperio Romano Germánico. Vladislao, sin embargo, rechazó la propuesta con el beneplácito de los nobles polacos y silesios, ya que era remiso a involucrarse en nuevas guerras en el oeste.

### Guerra polaco-lituano-teutónica

Batalla de Grunwald, 1410. Pintura de Jan Matejko

En diciembre de 1408, Vladislao y Vitautas se reunieron en el castillo de Navahrudak, donde decidieron fomentar una revuelta en Samogitia contra la Orden teutónica para obligarla a retirar sus fuerzas de Pomerelia. A cambio de su ayuda, Vladislao le prometió a Vitautas que recuperaría Samogitia cuando se firmase la paz. La revuelta, que estalló en mayo de 1409, al principio no preocupó mucho a los caballeros, que aún no habían construido castillos en Samogitia para consolidar su autoridad; en junio sus diplomáticos en la corte de Vladislao, por entonces en Oborniki, trataban de convencer a los nobles de lo inconveniente de que Polonia se viese envuelta en el conflicto entre Lituania y la Orden. Vladislao, sin embargo, soslayó la opinión de la aristocracia polaca y advirtió al nuevo gran maestre Ulrich von Jungingen que si los caballeros trataban de aplastar la revuelta en Samogitia, Polonia intervendría. Esto precipitó la declaración de guerra contra Polonia del 6 de agosto, que Vladislao recibió en Nowy Korczyn el día 14.
Los castillos que protegían la frontera septentrional polaca estaban en tan malas condiciones que los caballeros teutónicos conquistaron fácilmente los de Złotoryja, Dobrzyń y Bobrowniki —capital de la región de Dobrzyń—; además los burgueses alemanes de Bydgoszcz (en alemán, Bromberg) les entregaron la ciudad. Vladislao acudió a la región a finales de septiembre, recuperó Bydgoszcz en una semana, y pactó una tregua con la Orden el 8 de octubre. Durante el invierno, los dos ejércitos se aprestaron para retomar las hostilidades. Vladislao instaló un almacén de suministros en Płock en Mazovia y mandó construir un puente de pontones que trasladó al norte por el Vístula.
Entretanto, ambos bandos realizaron maniobras diplomáticas. Los caballeros enviaron misivas a los monarcas europeos, predicando como habitualmente la cruzada contra los paganos; por su parte, Vladislao contraatacó enviando también cartas en las que acusaba a la Orden de planear conquistar el mundo entero. Estas epístolas atrajeron a numerosos caballeros a los dos bandos. Wenceslao IV de Bohemia firmó un tratado defensivo con los polacos contra la Orden; su hermano, Segismundo de Luxemburgo, por el contrario, se coligó con la Orden y declaró la guerra a Polonia el 12 de julio, aunque sus vasallos húngaros se negaron a participar en ella.

### Batalla de Grunwald

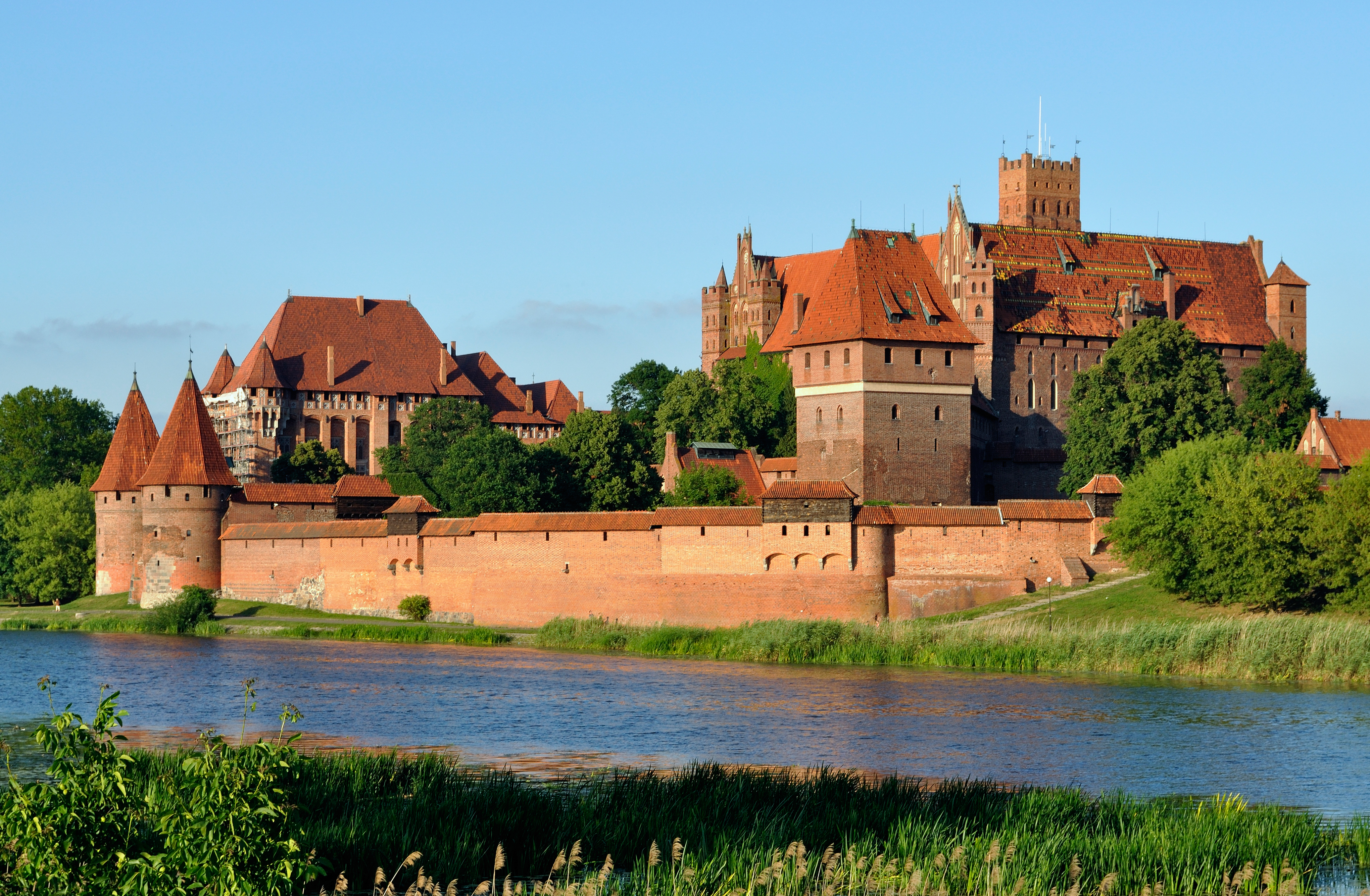
El castillo teutónico en Mariemburgo.

Cuando la guerra se reanudó en junio de 1410, Vladislao penetró en el territorio teutónico al mando de un ejército compuesto por veinte mil jinetes aportados por la nobleza, quince mil peones y dos mil jinetes bohemios mercenarios. Tras cruzar el Vístula por los pontones en Czerwińsk, sus huestes se unieron a las de Vitautas, que había llegado con once mil jinetes de caballería ligera, lituanos, rutenos y tártaros. Por su parte, el ejército teutónico lo formaban aproximadamente dieciocho mil jinetes, casi todos alemanes, y cinco mil peones. El 15 de julio, los polaco-lituanos obtuvieron una victoria aplastante en la batalla de Grunwald, una de las mayores y más feroces que se libraron en la Edad Media; el ejército teutónico fue virtualmente aniquilado, incluidos sus jefes principales, como el gran maestre Ulrich von Jungingen y el gran mariscal Friedrich von Wallenrode. Los dos bandos sufrieron miles de muertos.
La victoria franqueó el camino de los polaco-lituanos a la capital teutónica de Marienburg, que se hallaba indefensa; pero, por razones que las fuentes no aclaran, Vladislao dudó en aprovechar la oportunidad para conquistarla. El 17 de julio, su ejército emprendió un lento avance; llegó a Mariemburgo el 25 de julio, pero para entonces el nuevo gran maestre, Heinrich von Plauen, había alistado la defensa de la fortaleza. La aparente desgana de los sitiadores, que abandonaron el asedio el 19 de septiembre, se ha atribuido a distintas causas: lo inexpugnable de la plaza; las copiosas bajas sufridas por los lituanos; la reticencia de Vladislao a perder más hombres o su deseo de debilitar pero no eliminar a la Orden para no desbaratar el equilibro de poder entre Polonia (a la que hubiese beneficiado sobre todo la desaparición de los teutónicos) y Lituania; la falta de documentos impide dar una explicación concluyente.

## Años finales

### Desavenencias

Principales batallas en el conflicto polaco-lituano con la Prusia teutónica, 1377-1434.

La guerra terminó en 1411 con la Paz de Thorn, en la que ni Polonia ni Lituania aprovecharon la ventaja obtenida en los combates, lo que disgustó a los nobles polacos. Polonia recuperó Dobrzyń; Lituania, Samogitia; y Mazovia, un reducido territorio allende el Wkra. La Orden Teutónica conservó pese a todo el grueso de sus territorios, incluidas algunas ciudades que en la contienda se habían rendido a los polaco-lituanos. Vladislao liberó entonces a varios destacados caballeros y funcionarios teutónicos a cambio de modestos rescates. El total de estos, sin embargo, resultó muy oneroso para la Orden. Esta incapacidad para aprovechar la victoria en la contienda disgustó a los nobles y atizó el descontento contra Vladislao a partir de 1411; a la paz insatisfactoria se sumaron además la concesión de Podolia a Vitautas, región que se disputaban Polonia y Lituania, y la estancia del rey en Lituania, que se prolongó dos años.
Para desbaratar la oposición, Vladislao concedió al dirigente de esta, el obispo Mikołaj Trąba, el arzobispado de Gniezno en otoño de 1411 y le entregó el obispado de Cracovia a Wojciech Jastrzębiec, partidario de Vitautas. También trató de atraerse más aliados en Lituania. En la Unión de Horodło, firmada el 2 de octubre de 1413, decretó que el Gran Ducado de Lituania quedaba «ligado a nuestro Reino de Polonia permanente e irreversiblemente» y concedió a la nobleza católica lituana los mismos privilegios que los que tenía la szlachta polaca. El documento contenía una cláusula que prohibía a los nobles polacos elegir un monarca sin el consentimiento los lituanos, y a estos escoger un gran duque sin el beneplácito del monarca polaco.

### Últimos conflictos
En 1414 estalló una breve guerra, conocida como la «guerra del Hambre» por la táctica de tierra quemada de los caballeros, que arrasaron tierras y molinos para estorbar el avance enemigo, lo que originó luego escasez en la zona; pero como tanto los caballeros como los lituanos estaban agotados por la contienda anterior como para emprender otra guerra, el conflicto cesó en el otoño. No hubo nuevos choques hasta 1419, durante el Concilio de Constanza; entonces les puso fin el legado pontificio, que exigió que se detuviesen.
El Concilio de Constanza fue un punto de inflexión para las cruzadas teutónicas, al igual que para otros conflictos europeos. Vitautas envió a él una delegación en 1415 de la que formaban parte tanto el metropolitano de Kiev como algunos samogitios; llegaron a Constanza a finales de año para expresar su preferencia por ser «bautizados con agua y no con sangre». Los emisarios polacos, entre los que se contaban Mikołaj Trąba, Zawisza Czarny, y Paweł Włodkowic, abogaron por el fin de las conversiones forzadas y porque concluyesen las agresiones de la Orden contra Lituania y Polonia. Como resultado de la actividad de la diplomacia polaco-lituana, el concilio, pese al escándalo que causó el cuestionamiento de la legitimidad de la Orden por Włodkowic, se negó a autorizar la petición de los teutónicos para que se predicase una nueva cruzada y confió la conversión de los samogitios a Polonia–Lituania.
El concilio fue coetáneo de la revuelta de los husitas bohemios, que trataban de obtener el auxilio de Polonia en sus luchas con Segismundo, emperador y nuevo rey de Bohemia. En 1421, la Dieta bohemia depuso a Segismundo y ofreció la corona a Vladislao a condición de que aceptase los principios religiosos de los Cuatro Artículos de Praga, pero este no se mostró dispuesto a cumplir esta condición. Tras la negativa de Vladislao, se eligió in absentia a Vitautas, pero este aseguró al papa que se oponía a los herejes. Entre 1422 y 1428, un sobrino de Vladislao, Segismundo Korybut, trató infructuosamente de implantar una regencia en la asolada Bohemia, desgarrada por la guerra. Vitautas aceptó la corona real que Segismundo le ofreció en 1429 —aparentemente con el beneplácito de Vladislao— pero fuerzas polacas se apoderaron de ella mientras cruzaba por territorio polaco y la coronación se anuló.
En 1422, Vladislao disputó otra contienda, conocida como la guerra de Gollub, contra la Orden teutónica; venció en menos de dos meses, antes de que los refuerzos imperiales tuviesen tiempo para llegar en socorro de los teutónicos. En el Tratado de Melno los caballeros abandonaron definitivamente su reclamación de Samogitia y se trazó una frontera clara entre Prusia y Lituania. Esta obtuvo Samogitia, con el puerto de Palanga, pero la Orden conservó Klaipėda. Esta frontera apenas cambió en los siguientes quinientos años, hasta 1920. Las disposiciones del tratado se han descrito empero como un revés para Polonia debido a que en él Vladislao renunció a Pomerania, Pomerelia, y la región de Chełmno, a cambio únicamente de la ciudad de Nieszawa. El Tratado de Melno puso fin a una etapa de guerras de los teutónicos con Lituania, pero no resolvió las desavenencias con Polonia. Por ello, entre 1431 y 1435 se libraron nuevas guerras entre la Orden y los polacos.
Las diferencias que surgieron entre Polonia y Lituania a la muerte de Vitautas en 1430 permitieron a los caballeros entrometerse nuevamente en los asuntos polacos. Vladislao apoyó las pretensiones de su hermano Švitrigaila al trono del Gran Ducado de Lituania, pero cuando Švitrigaila, con el respaldo de los teutónicos y de nobles de Rus' desafectos se sacudió la soberanía polaca, los polacos, acaudillados por el obispo Zbigniew Oleśnicki de Cracovia, ocuparon Podolia, que Vladislao había entregado a Lituania en 1411, y Volinia. En 1432, los partidarios de los polacos en Lituania eligieron gran duque a un hermano de Vitautas, Segismundo, lo que desencadenó una guerra por el trono que perduró durante años, incluso tras el fallecimiento de Vladislao.

### Muerte y sucesión

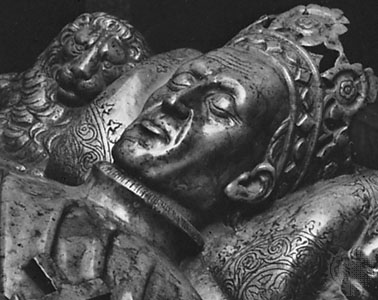
El sarcófago de Vladislao, en la catedral de Wawel.

La segunda mujer de Vladislao, Ana de Celje, había muerto en 1416, dejando una hija, Eduviges. En 1417, Vladislao desposó a Isabel de Pilica, que falleció en 1420 sin haberle dado hijos; dos años más tarde, se casó de nuevo, con Sofía de Halshany, que le dio dos hijos varones. La muerte en 1431 de la princesa Eduviges, la última heredera del linaje de los Piastas, le permitió a Vladislao nombrar como tales a los hijos que había tenido con Sofía de Halshany, aunque tuvo que lograr para ello la aquiescencia de los nobles polacos mediante la concesión de mercedes, ya que la monarquía era electiva.
Vladislao falleció en 1434, dejando Polonia a su hijo mayor, Vladislao III, y Lituania al benjamín, Casimiro; los dos eran por entonces aún menores de edad. La herencia lituana, aun así, no era segura. La muerte de Vladislao disolvió la unión personal de los territorios, y no estaba claro qué la sustituiría.

## Ancestros
| \| \| \| \| \| \| \| \| \| \| \| \| \| \| \| \| \| \| \| \| 8. Butvydas \| \| \| \| \| \| \| \| \| \| \| \| \| \| \| \| \| \| \| \| \| \| \| \| \| \| \| \| \| \| \| \| \| \| \| \| \| \| \| \| \| \| \| \| \| \| \| \| \| \| \| \| \| \| 4. Gediminas \| \| \| \| \| \| \| \| \| \| \| \| \| \| \| \| \| \| \| \| \| \| \| \| \| \| \| \| \| \| \| \| \| \| \| \| \| \| \| \| \| \| \| \| \| \| \| \| \| \| \| \| \| \| 2. Algirdas \| \| \| \| \| \| \| \| \| \| \| \| \| \| \| \| \| \| \| \| \| \| \| \| \| \| \| \| \| \| \| \| \| \| \| \| \| \| \| \| \| \| \| \| \| \| \| \| \| \| \| \| \| \| 10. Iván de Polotsk \| \| \| \| \| \| \| \| \| \| \| \| \| \| \| \| \| \| \| \| \| \| \| \| \| \| \| \| \| \| \| \| \| \| \| \| \| \| \| \| \| \| \| \| \| \| \| \| \| \| \| \| \| \| 5. Jewna \| \| \| \| \| \| \| \| \| \| \| \| \| \| \| \| \| \| \| \| \| \| \| \| \| \| \| \| \| \| \| \| \| \| \| \| \| \| \| \| \| \| \| \| \| \| \| \| \| \| \| \| \| \| 1. Vladislao II Jagellón \| \| \| \| \| \| \| \| \| \| \| \| \| \| \| \| \| \| \| \| \| \| \| \| \| \| \| \| \| \| \| \| \| \| \| \| \| \| \| \| \| \| \| \| \| \| \| \| \| \| \| \| \| \| 12. Miguel Yaroslávich \| \| \| \| \| \| \| \| \| \| \| \| \| \| \| \| \| \| \| \| \| \| \| \| \| \| \| \| \| \| \| \| \| \| \| \| \| \| \| \| \| \| \| \| \| \| \| \| \| \| \| \| \| \| 6. Alejandro de Tver \| \| \| \| \| \| \| \| \| \| \| \| \| \| \| \| \| \| \| \| \| \| \| \| \| \| \| \| \| \| \| \| \| \| \| \| \| \| \| \| \| \| \| \| \| \| \| \| \| \| \| \| \| \| 13. Ana de Kashin \| \| \| \| \| \| \| \| \| \| \| \| \| \| \| \| \| \| \| \| \| \| \| \| \| \| \| \| \| \| \| \| \| \| \| \| \| \| \| \| \| \| \| \| \| \| \| \| \| \| \| \| \| \| 3. Uliana de Tver \| \| \| \| \| \| \| \| \| \| \| \| \| \| \| \| \| \| \| \| \| \| \| \| \| \| \| \| \| \| \| \| \| \| \| \| \| \| \| \| \| \| \| \| \| \| \| \| \| \| \| \| \| \| 14. Yuri I de Galitzia \| \| \| \| \| \| \| \| \| \| \| \| \| \| \| \| \| \| \| \| \| \| \| \| \| \| \| \| \| \| \| \| \| \| \| \| \| \| \| \| \| \| \| \| \| \| \| \| \| \| \| \| \| \| 7. Anastasia de Galitzia \| \| \| \| \| \| \| \| \| \| \| \| \| \| \| \| \| \| \| \| \| \| \| \| \| \| \| \| \| \| \| \| \| \| \| \| \| \| \| \| \| \| \| \| \| \| \| \| \| \| \| \| \| \| 15. Eufemia de Cuyavia \| \| \| \| \| \| \| \| \| \| \| \| \| \| \| \| \| \| \| \| \| \| \| \| \| \| \| \| \| \| \| \| \| \| \| \| \| \| \| \| \| \| \| \| \| \| \| \| \| \| \| \| |                          |  |  |  |  |  |  |  |  |  |  |  |  |  |  |  |
| |                          |  |  |  |  |  |  |  |  |  |  |  |  |  |  |  |
| | 8. Butvydas              |  |  |  |  |  |  |  |  |  |  |  |  |  |  |  |
| |                          |  |  |  |  |  |  |  |  |  |  |  |  |  |  |  |
| |                          |  |  |  |  |  |  |  |  |  |  |  |  |  |  |  |
| | 4. Gediminas             |  |  |  |  |  |  |  |  |  |  |  |  |  |  |  |
| |                          |  |  |  |  |  |  |  |  |  |  |  |  |  |  |  |
| |                          |  |  |  |  |  |  |  |  |  |  |  |  |  |  |  |
| | 2. Algirdas              |  |  |  |  |  |  |  |  |  |  |  |  |  |  |  |
| |                          |  |  |  |  |  |  |  |  |  |  |  |  |  |  |  |
| |                          |  |  |  |  |  |  |  |  |  |  |  |  |  |  |  |
| | 10. Iván de Polotsk      |  |  |  |  |  |  |  |  |  |  |  |  |  |  |  |
| |                          |  |  |  |  |  |  |  |  |  |  |  |  |  |  |  |
| |                          |  |  |  |  |  |  |  |  |  |  |  |  |  |  |  |
| | 5. Jewna                 |  |  |  |  |  |  |  |  |  |  |  |  |  |  |  |
| |                          |  |  |  |  |  |  |  |  |  |  |  |  |  |  |  |
| |                          |  |  |  |  |  |  |  |  |  |  |  |  |  |  |  |
| | 1. Vladislao II Jagellón |  |  |  |  |  |  |  |  |  |  |  |  |  |  |  |
| |                          |  |  |  |  |  |  |  |  |  |  |  |  |  |  |  |
| |                          |  |  |  |  |  |  |  |  |  |  |  |  |  |  |  |
| | 12. Miguel Yaroslávich   |  |  |  |  |  |  |  |  |  |  |  |  |  |  |  |
| |                          |  |  |  |  |  |  |  |  |  |  |  |  |  |  |  |
| |                          |  |  |  |  |  |  |  |  |  |  |  |  |  |  |  |
| | 6. Alejandro de Tver     |  |  |  |  |  |  |  |  |  |  |  |  |  |  |  |
| |                          |  |  |  |  |  |  |  |  |  |  |  |  |  |  |  |
| |                          |  |  |  |  |  |  |  |  |  |  |  |  |  |  |  |
| | 13. Ana de Kashin        |  |  |  |  |  |  |  |  |  |  |  |  |  |  |  |
| |                          |  |  |  |  |  |  |  |  |  |  |  |  |  |  |  |
| |                          |  |  |  |  |  |  |  |  |  |  |  |  |  |  |  |
| | 3. Uliana de Tver        |  |  |  |  |  |  |  |  |  |  |  |  |  |  |  |
| |                          |  |  |  |  |  |  |  |  |  |  |  |  |  |  |  |
| |                          |  |  |  |  |  |  |  |  |  |  |  |  |  |  |  |
| | 14. Yuri I de Galitzia   |  |  |  |  |  |  |  |  |  |  |  |  |  |  |  |
| |                          |  |  |  |  |  |  |  |  |  |  |  |  |  |  |  |
| |                          |  |  |  |  |  |  |  |  |  |  |  |  |  |  |  |
| | 7. Anastasia de Galitzia |  |  |  |  |  |  |  |  |  |  |  |  |  |  |  |
| |                          |  |  |  |  |  |  |  |  |  |  |  |  |  |  |  |
| |                          |  |  |  |  |  |  |  |  |  |  |  |  |  |  |  |
| | 15. Eufemia de Cuyavia   |  |  |  |  |  |  |  |  |  |  |  |  |  |  |  |
| |                          |  |  |  |  |  |  |  |  |  |  |  |  |  |  |  |
| |                          |  |  |  |  |  |  |  |  |  |  |  |  |  |  |  |